# Bohdan Likszo
Bohdan Stanisław Likszo (Vilnius, 1º gennaio 1940 – Cracovia, 11 dicembre 1993) è stato un cestista polacco.

## Carriera
Con la Polonia ha disputato due edizioni dei Giochi olimpici (Tokyo 1964, Città del Messico 1968), i Campionati mondiali del 1967 e tre edizioni dei Campionati europei (1963, 1965, 1967).

## Palmarès
- Campionato polacco: 3

Wisła Cracovia: 1961-62, 1963-64, 1967-68